# Coloma (Californie)
Pour les articles homonymes, voir Coloma.
Coloma est une census-designated place située dans le comté d'El Dorado, en Californie, aux États-Unis,, à quelques kilomètres au nord-ouest de Placerville.

## Histoire

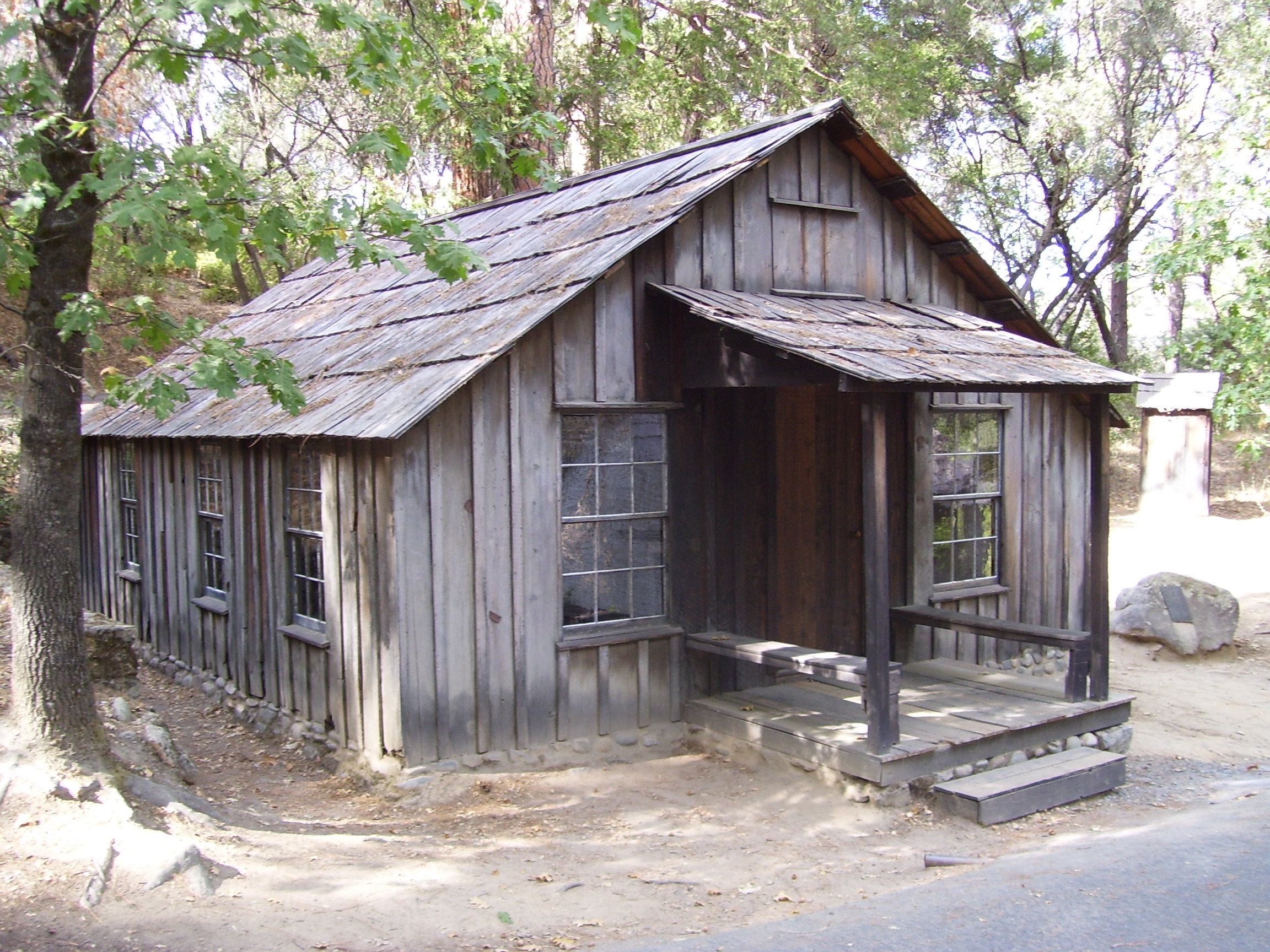
Dernière demeure de James Marshall à Coloma.

Coloma doit son nom à celui donné par les Amérindiens Nisenans (en) à la vallée dans laquelle elle se situe : Cullumah, ce qui signifie belle.
La localité s’est développée autour de Sutter's Mill, site près duquel James W. Marshall a découvert de l'or en 1848. Cette découverte marqua le début de la ruée vers l'or en Californie.
Un bureau de poste s’y établit en 1849, sous le nom de Culloma, puis prend le nom de Coloma en 1851.
Coloma devient un site historique national (National Historic Landmark) en 1961.

## Géographie
Coloma se situe à environ 58 km au nord-est de Sacramento, Californie. Elle s’élève à une altitude de 233 m. Son climat est de type méditerranéen chaud.
La population vit essentiellement de l’agriculture et du tourisme.

## Démographie
| Groupe            | Coloma | Californie | États-Unis |
| ----------------- | ------ | ---------- | ---------- |
| Blancs            | 87,3   | 57,6       | 72,4       |
| Métis             | 7,0    | 4,9        | 2,9        |
| Autres            | 2,8    | 17,4       | 6,4        |
| Asiatiques        | 1,5    | 13,1       | 4,8        |
| Afro-Américains   | 0,8    | 6,2        | 12,6       |
| Amérindiens       | 0,6    | 1,0        | 0,9        |
| Total             | 100    | 100        | 100        |
|                   |        |            |            |
| Latino-Américains | 11,9   | 37,6       | 16,7       |

Selon l’American Community Survey, pour la période 2011-2015, 96,57 % de la population âgée de plus de 5 ans déclare parler l'anglais à la maison, 2,40 % déclare parler l'espagnol, 0,80 % le tagalog et 0,23 % le vietnamien.
| 2000 | 2010 | - | - | - | - |
| ---- | ---- | - | - | - | - |
| 352  | 529  | - | - | - | - |